# Rudolf Assauer
Rudolf „Rudi” Assauer (ur. 30 kwietnia 1944 w Sulzbach/Saar, zm. 6 lutego 2019 w Herten) – niemiecki piłkarz, manager i trener.

## Kariera piłkarska
Assauer rozpoczynał karierę w SpVg Herten, gdzie grał do 1964 roku. Następnie przeniósł się do Borussii Dortmund. W jej barwach zagrał w 132 meczach (119 w Bundeslidze) i strzelił 8 bramek, wygrał z tą drużyną Puchar Zdobywców Pucharów w 1966 roku. W 1970 przeniósł się do Werderu Brema, gdzie spędził kolejnych 6 lat. Zagrał w kolejnych 190 meczach, w których dołożył 4 bramki do swojego dorobku strzeleckiego. Karierę piłkarską zakończył wynikiem 307 meczów w Bundeslidze, w których zdobył 12 bramek i 9 asyst.

## Menedżer, trener
Po zakończeniu kariery piłkarskiej został menedżerem Werderu. Po spadku z Bundesligi Assauer doprowadził do ponownego awansu. Od 17 kolejki II Bundesligi Werder prowadził w lidze; odniósł 30 zwycięstw i poniósł tylko 4 porażki. Te wyniki doprowadziły do zmiany przynależności klubowej Assauera. Przeniósł on się bardziej na południe Niemiec, do FC Schalke 04. Został trenerem wraz z Heinzem Redepennigiem. Jednak w dniu podpisywania kontraktu ustalono, że zostanie menedżerem ekipy, trenerkę powierzając Redepennigowi. Pozostawał na tym stanowisku do 1986 roku, gdy został zwolniony. Przez 4 lata Assauer zajmował się handlem nieruchomościami, odcinając się od piłki nożnej. Wrócił do pracy w 1990, gdy został menedżerem VfB Oldenburg, a w 1993 powrócił do Gelsenkirchen. Pod jego skrzydłami Schalke odniosło wiele sukcesów. W 1997 roku wygrało Puchar UEFA (w tym samym roku dominację niemieckiej piłki potwierdził były klub Assauera Borussia Dortmund wygrywając Ligę Mistrzów), w 2001 oraz 2002 Puchar Niemiec. Assauer rozpoczął poszukiwania inwestorów do budowy nowego stadionu Schalke Veltins Arena. W 2006 roku ponownie przestał być menedżerem ekipy z Gelsenkirchen.

## Inne informacje
- W latach 2000–2009 jego partnerką była aktorka Simone Thomalla.
- Był znany z palenia cygar, także na trybunach dla widzów podczas meczów.